# John L. Allen
John L. Allen ml. (20. siječnja 1965.) američki je publicist i jedan od najvrsnijih vatikanista i pisaca koji se bave sadašnjošću i budućnošću katolicizma.
Sa suprugom Shannon živi u Rimu i New Yorku.

## Djela
Napisao više djela, od kojih se ističu:
- Buduća Crkva
- Konklave (Conclave)
- Svi papini ljudi (All the Pope’s Men)
- Opus Dei
- dvije knjige o kardinalu Ratzingeru - Benediktu XVI.